# Lippberge
Die Lippberge sind eine Erhebung im Flecken Bovenden im Landkreis Göttingen in Südniedersachsen. Sie liegen südöstlich von Billingshausen und westlich von Holzerode und gehören zum Göttinger Wald. 
Die Lippberge haben zwei fast gleich hohe Kuppen: Die Nordkuppe ist 377 und die Südkuppe ist 381,1 Meter hoch. 
Bei den Lippbergen hat der Rodebach, ein Zufluss der Leine, seine Quelle.
700 Meter östlich von der Südkuppe erhebt sich der Mäuseturm, die etwa 13 Meter hohe Ruine der ehemaligen Kirche der Wüstung Moseborn.